# The Weight
The Weight è una canzone del 1968 del gruppo canadese The Band, pubblicata come singolo, ed estratta dal loro album di debutto Music from Big Pink.
The Weight è una delle canzoni più conosciute del gruppo, e una fra le più celebri della controcultura della fine degli anni sessanta.
L'importanza del brano è stata testimoniata dalla posizione 41 nella classifica della 500 migliori canzoni della storia, stilata dalla rivista Rolling Stone, e dal numero di cover che il brano ha ricevuto negli anni successivi.

## Classifiche
| Classifica(1968)       | Posizione più alta |
| ---------------------- | ------------------ |
| U.S. Billboard Hot 100 | 63                 |
| Canada                 | 35                 |
| Regno Unito            | 21                 |

## Cover di Aretha Franklin
The Weight fu registrata nel 1970 da Aretha Franklin per l'album This Girl's In Love With You della Atlantic Records. La sua versione del brano fu quella che ottenne i posizionamenti più alti nelle classifiche statunitensi (posizione 19) e canadesi (posizione 12).

### Tracce
1. The Weight
2. Tracks Of My Tears

### Classifiche
| Classifica(1969)         | Posizione più alta |
| ------------------------ | ------------------ |
| U.S. Billboard Hot 100   | 19                 |
| U.S. Billboard R&B Chart | 3                  |
| Canada                   | 12                 |

## Altre cover
Fra i più celebri artisti ad aver interpretato una cover di The Weight si possono citare:
- Bruce Springsteen
- Van Morrison
- Stewart Street
- Midnight Ride
- North Mississippi Allstars
- moe.
- Little Feat
- Cross Canadian Ragweed
- Stoney LaRue
- Aaron Pritchett
- The Staple Singers
- Travis
- Grateful Dead
- The New Riders of the Purple Sage
- Of a Revolution
- Edwin McCain
- Rooney
- The Black Crowes
- Spooky Tooth
- Hanson
- Bleu Edmondson
- Old Crow Medicine Show
- Panic at the Disco
- Aretha Franklin
- Joan Osborne

- John Denver
- Cassandra Wilson
- Shannon Curfman
- Al Kooper e Mike Bloomfield
- Deana Carter
- Dionne Warwick
- Ratdog
- Bob Weir
- Lee Ann Womack
- Diana Ross & The Supremes
- The Temptations
- The Allman Brothers Band
- The Derek Trucks Band
- The Marshall Tucker Band
- Jimmy Barnes
- Aaron Pritchett
- Joe Cocker
- Jeff Healey
- Michelle Shocked
- Charly García (El Peso)
- Chris Stills
- Marie Rottrová
- Weezer
- The Gaslight Anthem
- Dik Dik (Eleonora credi)
- Playing for Change

## Utilizzo nei media
The Weight è stata utilizzata molto spesso in produzioni televisive e cinematografiche. Si possono ricordare fra gli altri Ricominciare a vivere, Igby Goes Down (in una cover dei Travis), Il grande freddo, Easy Rider, Ragazze interrotte, Patch Adams, 1408 e Starsky & Hutch (in una parodia di una scena di Easy Rider). Il brano è anche stato utilizzato in episodi delle serie televisive I Soprano (nel quarto episodio della quarta stagione, intitolato proprio The Weight) e My Name Is Earl. Nel documentario musicale It Might Get Loud, inoltre, Jimmy Page, The Edge e Jack White improvvisano una cover di questo brano. Il brano è anche utilizzato nella serie televisiva di produzione USA Supernatural (stagione 10 episodio 8) quando si aprono le porte della convention degli sceriffi organizzata della contea di Hibbing ai protagonisti Sam (Jared Padalecki) e Dean  (Jensen Ackles). Inoltre, il brano si sente, trasmesso in auto dalla radio, nella serie televisiva American Gods (I stagione, episodio 4). Il brano viene trasmesso dalla radio WNBX nel videogioco Mafia III. Il brano è inserito in una scena del film di Matt Reeves Apes Revolution - Il Pianeta delle Scimmie (2014).

## Curiosità
Anche se nell'immaginario collettivo la versione originale di The Weight rimane imprescindibilmente legata al film Easy Rider, al momento della formulazione della scaletta della colonna sonora della pellicola di Dennis Hopper, essa venne sostituita con un rifacimento ad opera del gruppo statunitense Smith. La Capitol Records infatti non ne aveva concesso i diritti d'uso, a differenza della maggior parte delle altre etichette contattate, le quali autorizzarono la Dunhill/ABC, che si occupava del progetto discografico, ad utilizzare i rispettivi brani, che costituiscono il commento sonoro del film.